# 수이사이드 사일런스

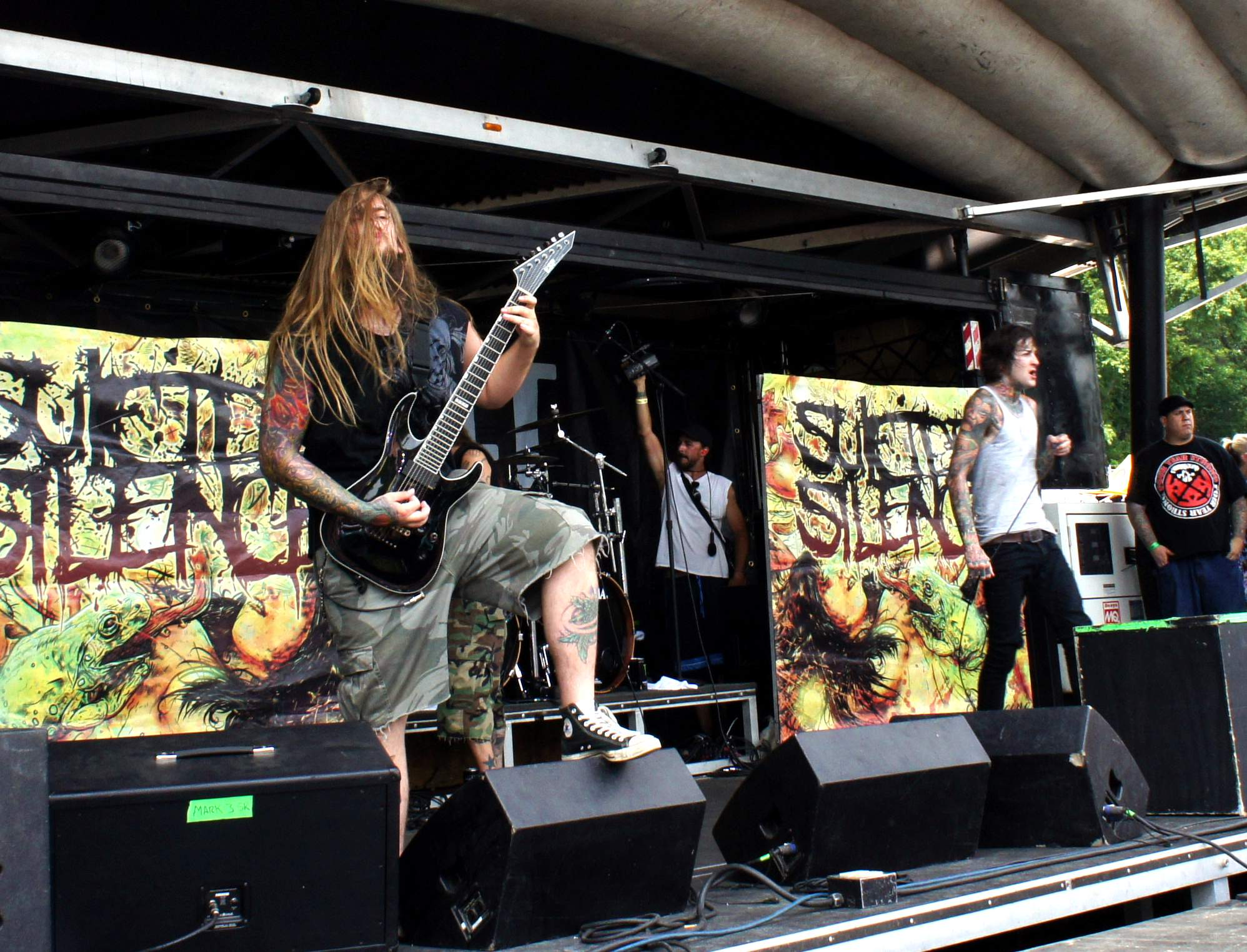

수이사이드 사일런스(Suicide Silence)는 캘리포니아,리버사이드 출신의 익스트림 메탈, 데스코어 밴드이다.
밴드멤버는 보컬 에디 헤르미다(Eddie Hermida),기타리스트 크리스 가자, 마크 헤일먼Chris Garza,Mark Heylmun) 드러머 알렉스 로페즈(Alex Lopez) 베이시스트 댄 케니(Dan Kenny)이다. 2002년도에 결성되었고
밴드는 현재까지 3개의 스튜디오 앨범 한개의 EP 그리고 7개의 뮤직비디오를 발표했다. 수이사이드 사일런스는 리볼버 골든 어워드 (Revolver Golden Award)에서 최우수 신인으로 선정되었다

## 디스코그래피
- The Cleansing
- No Time to Bleed
- The Black Crown
- You Can't Stop Me
- Suicide Silence
- Become the Hunter

## 멤버
- 에디 헤르미다 (Eddie Hermida,현 보컬)
- 밋치 러커 (Mitch Lucker,전 보컬 -교통사고 사망)
- 크리스 가자 (Chris Garza,기타)
- 마크 헤일먼 (Mark Heylmun,기타)
- 알렉스 로페즈 (Alex Lopez,드럼)
- 댄 케니 (Dan Kenny,베이스)